# Rosia (Fluss)
Der Rosia ist ein 18 km langer Nebenfluss des Merse in der Provinz Siena in der Toskana in Italien.

## Verlauf
Der Rosia entspringt nahe dem Poggio Cetinone (412 m), einem der südlichsten Ausläufer der Gebirgskette Montagnola Senese, im südöstlichen Gemeindegebiet von Casole d’Elsa und fließt in südöstliche Richtung. Da er im Oberlauf nicht reguliert ist, wird er als Torrente Rosia bezeichnet. Im Gemeindegebiet von Casole d’Elsa verbringt er insgesamt 4 km, in dem von Chiusdino 3 km. Die längste Strecke verbringt er in Sovicille (15 km), wobei er dabei meistens als Grenzfluss zu Casole d’Elsa oder zu Chiusdino verläuft. Im westlichen Gemeindegebiet von Sovicille angelangt verläuft der Rosia zunächst unterhalb des Castello di Montarrenti und passiert dann die mittelalterliche Brücke Ponte della Pia kurz vor dem Ortsteil Rosia (205 m) der Gemeinde Sovicille. Nach dem Ort Rosia durchfließt er den westlichen Teil des Pian de Rosia mit den Ortsteilen Torri und Stigliano (beide Sovicille) und mündet bei Molino del Palazzaccio östlich von Orgia (Sovicille) in den Merse.
Der Rosia dient im unteren Teil zusammen mit dem Serpenna zur Stabilisierung des Wasserniveaus der Rosia-Ebene (Pian de Rosia). Er wurde unter dem Großherzog Pietro Leopoldo in der zweiten Hälfte des siebzehnten Jahrhunderts mittels kleinerer Sperrwerke reguliert. Der Fluss ist Teil des Naturparks Riserva Naturale Alto Merse.

## Bilder

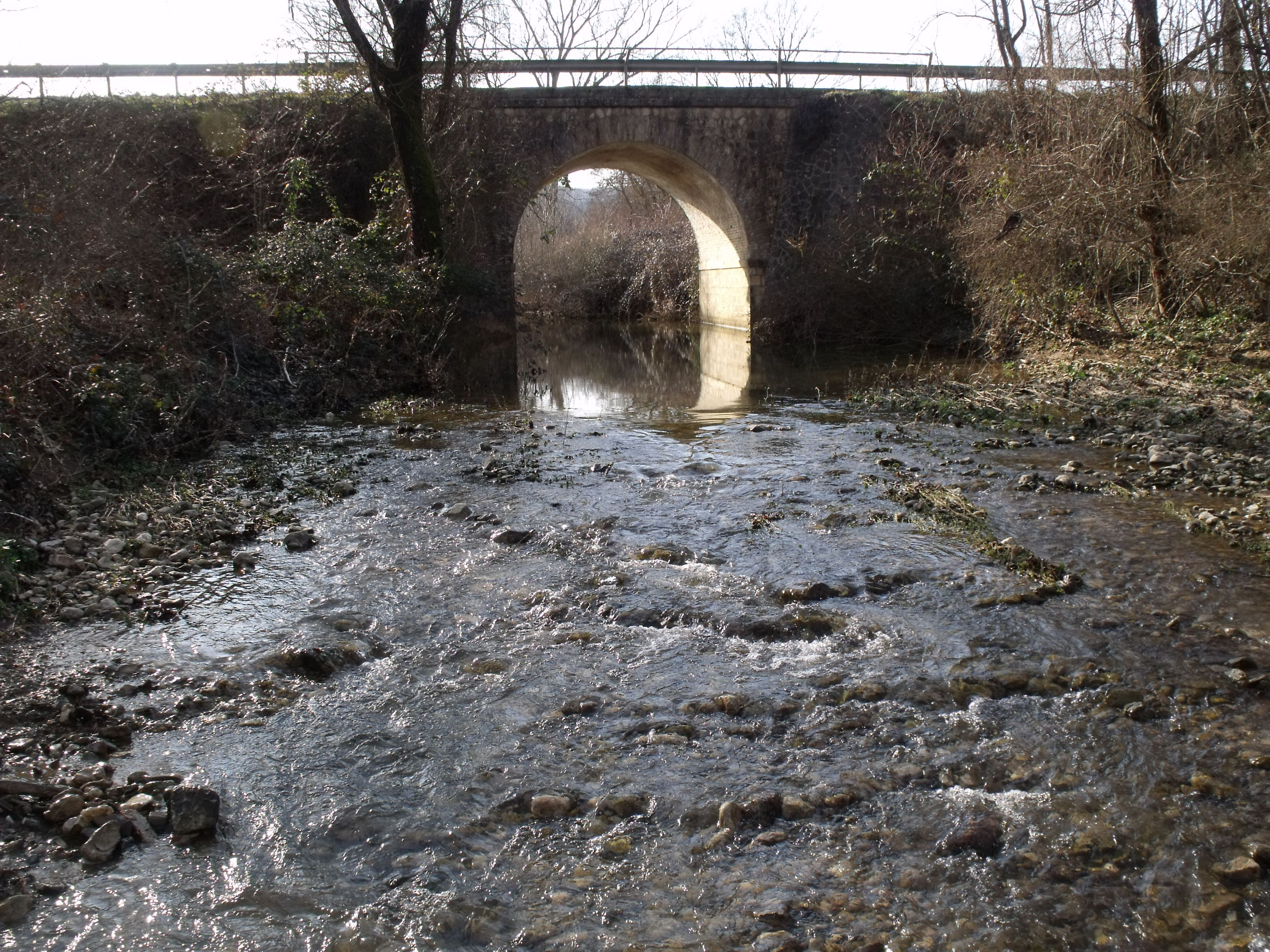
Brücke der Strada Provinciale 541 über den Rosia nahe Montarrenti
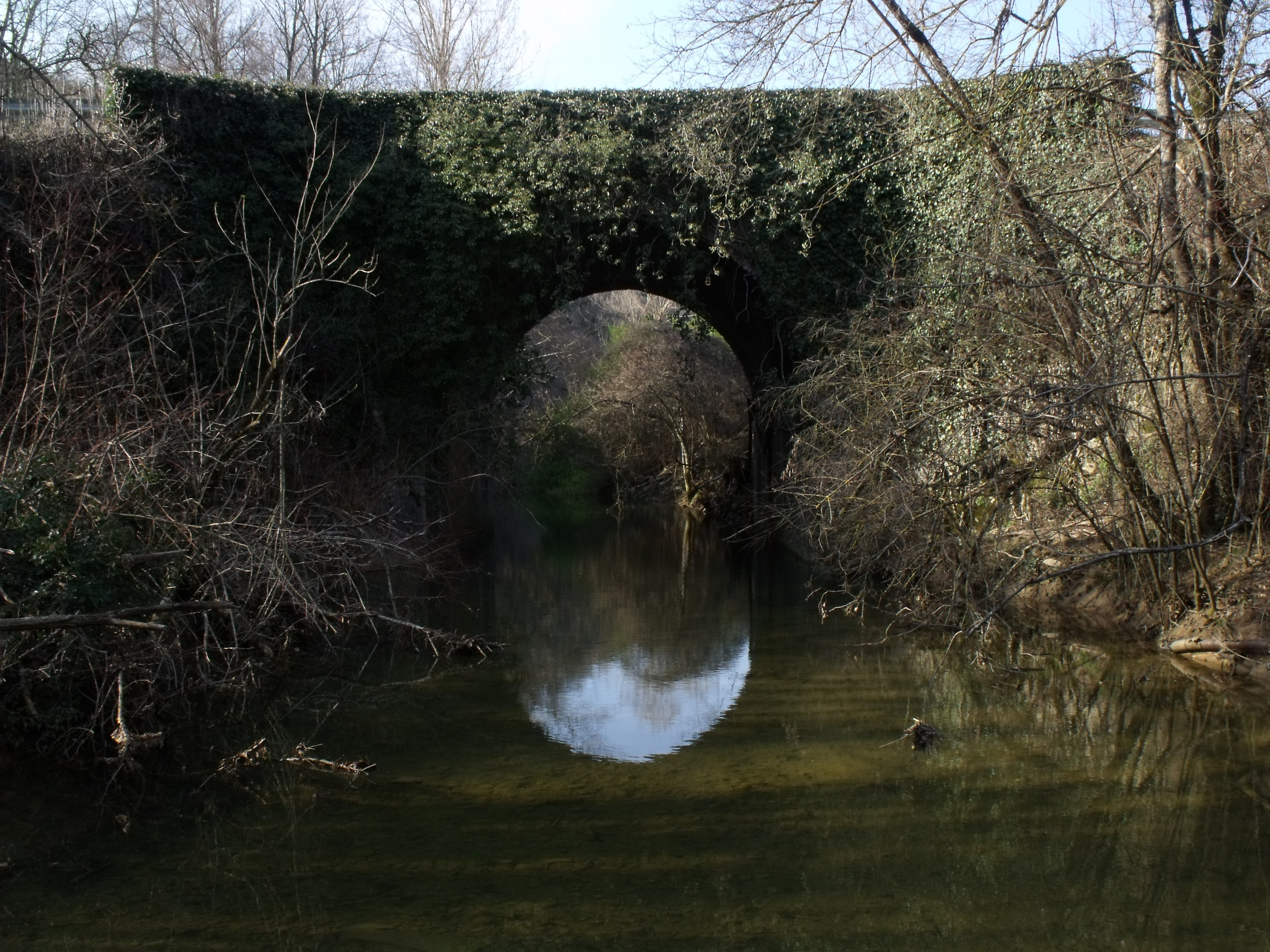
Brücke der Strada Provinciale 73 über den Rosia nahe Spannocchia
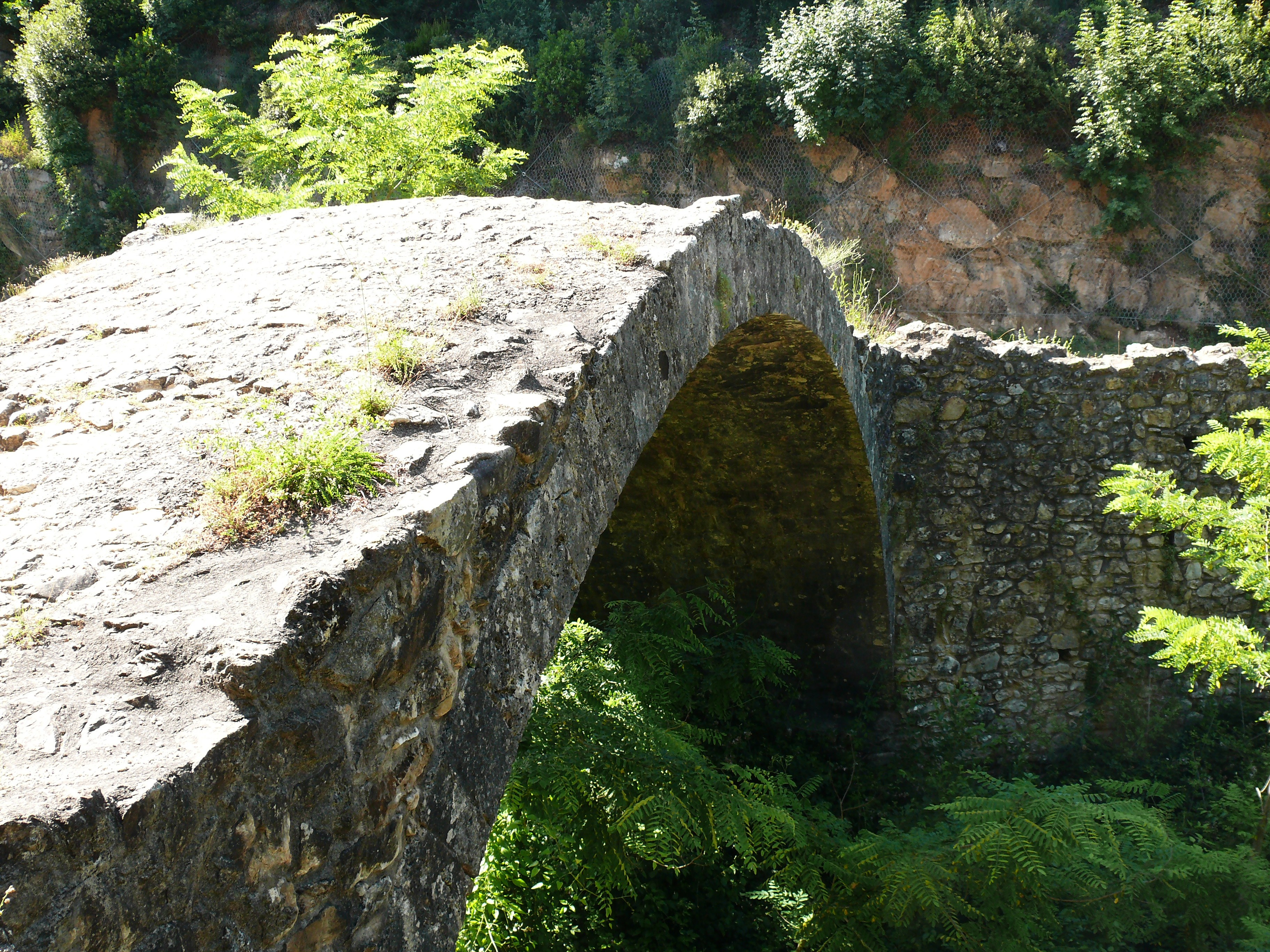
Mittelalterliche Brücke Ponte della Pia nahe dem Ort Rosia